# Ország (rendszertan)
A biológiai rendszertanban az ország egy taxon, azaz rendszertani kategória.
Az élőlényeket a ma leginkább elterjedt rendszertani felosztás szerint 3 doménre (latinul: superregnum) osztjuk: ezek a baktériumok, az archeák és az eukarióták doménjei. Az eukarióták doménjébe tartozó élőlényeket a legkorszerűbb rendszertanok 3 országba és egyéb, országba nem sorolt kládokba sorolják.
- Állatok (Animalia) országa
  - Kétoldali szimmetriájú állatok (Bilateria) országa
- Archaeplastida ország
  - Embriós növények (Embryophyta) országa
- Gombák (Fungi) országa

Szükség esetén az élőlények osztályozásához az országok alországokra (subregnum) bonthatók. Az ország alatti következő fő kategória a törzs (phylum vagy divisio).

## Az ország elhelyezkedése a rendszertani felosztásban
A fő kategóriákat félkövér, az alkategóriákat a normál betű jelöli.
- domén (superregnum)
  - ország (regnum)
    - alország (subregnum)
      - alországág (infraregnum)
        - főtörzs (superphylum vagy superdivisio)
          - törzs (phylum vagy divisio)